# Simona Renciu
Simona Renciu (Rumania, 21 de diciembre de 1967) es una gimnasta artística rumana, subcampeona mundial en 1983 en el concurso por equipos.

## 1983
En el Mundial de Budapest 1983 gana la plata por equipos, tras la Unión Soviética (oro) y delante de Alemania del Este (bronce), siendo sus compañeras de equipo: Lavinia Agache, Mirela Barbălată, Laura Cutina, Mihaela Stănuleţ y Ecaterina Szabo.